# Марк Целий Винициан
Марк Целий Винициан (на латински: Marcus Coelius Vinicianus) e политик на късната Римска република. Произлиза от фамилията Целии.
През 53 пр.н.е. той е народен трибун заедно с Публий Лициний Крас Юниан и Гай Лукулий Хир. През 51 пр.н.е. не успява да спечели изборите за едил. През гражданската война e при Юлий Цезар и води 48 пр.н.е. два легиона в Понт в битките против Фарнак II.